# 新加坡航空380号班机

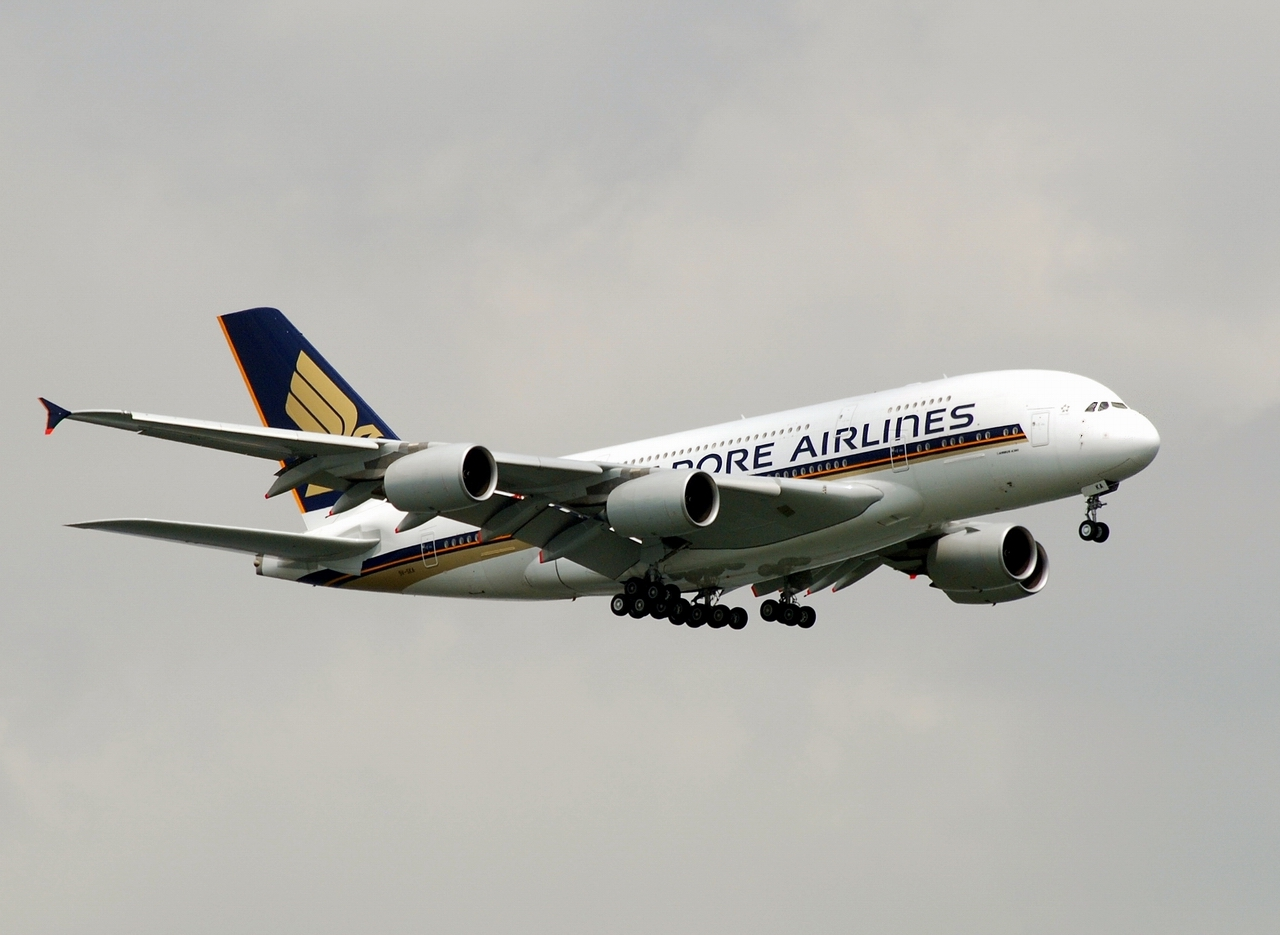
新加坡航空是世界上首家运营A380的航空公司

新加坡航空380号班机是空中客车A380型客机于2007年10月25日在新加坡樟宜机场及悉尼机场之间进行首次商业运营的航班号。该航班号仅在首航当日使用，新加坡航空在其A380随后往来于悉尼的班机改为使用221/222的航班号。

## 首航

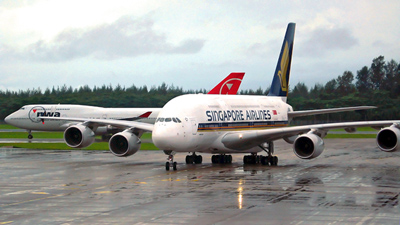
新航A380在新加坡樟宜机场

空客A380的首次商业运营受到广泛关注，全球大部分的新闻媒体或报章杂志都有相關报道。75名来自世界各地的新闻记者也参与了这次飞行，更为事件升温。首次商业飞行延误了近两年时间，主要原因在于这款客机生产的复杂性。

### 机票销售
此次班机的机票发售是通过eBay进行网上拍卖。竞投金额从数百元至十万元美元不等，其中出价最高的为100830美元，来自一个名为朱利安·海沃德的澳大利亚人。他投得了1份“套间级别套票”，内容包括两张首航单程机票及一个作为新加坡航空特邀宾客赴图卢兹出席首架A380交付仪式的机会。新加坡航空还宣布，首航获得的近200万美元收入将捐赠给慈善机构。

### 班机
共有455名乘客搭乘了由新加坡飞往悉尼的首航班机。客机在新加坡当地时间上午8点离开2号航站楼的F31闸口后起飞，新加坡航空首席执行官周俊成为此主持了一个简短的剪彩仪式。
来自35个不同国家的乘客在班机上享受由30名机组人员提供的服务。为了纪念首航，航空公司还挑选了来自新加坡和澳大利亚的两位名厨，针对豪华套间、商务舱和经济舱的不同特点进行餐食设计及烹饪。
在悉尼机场，数百名机场职员及航空爱好者在围墙外争相目睹飞机降落和乘客下机。在飞行了7小时后，飞机于悉尼当地时间下午3点安全降落在机场。